# Щёчная мышца
Щёчная мышца (лат. Musculus buccinator) (мышца трубачей) начинается от нижней трети переднего края ветви нижней челюсти (от щёчного гребня (лат. crista buccinatoria mandibulae), крылонижнечелюстного шва (лат. raphe pterygomandibularis), а также от наружной поверхности верхней и нижней челюстей в области альвеол луночек вторых больших коренных зубов. Направляясь вперёд, пучки щёчной мышцы вплетаются в круговую мышцу рта, а также в слизистую оболочку и кожу угла рта, верхней и нижней губ; при этом часть верхних пучков переходит на нижнюю губу, а часть нижних пучков- на верхнюю губу..
К наружной поверхности мышцы прилегает жировое тело щеки (лат. corpus adiposum buccae), к внутренней — слизистая оболочка преддверия рта. На уровне переднего края жевательной мышцы средние отделы щёчной мышцы прободает выводной проток околоушной железы.

## Функция
Оттягивает углы рта в стороны, вместе с круговой мышцей рта прижимает внутреннюю поверхность щёк к зубам, сжимает щёки, предохраняет слизистую оболочку ротовой полости от прикусывания при жевании.